# Ramses Wessel
Ramses A. Wessel (Leiden, 8 januari 1964) is een Nederlands jurist gespecialiseerd in het recht van de Europese Unie en het internationaal recht. Wessel is hoogleraar Europees recht aan de Rijksuniversiteit Groningen.
Ramses volgde het vwo te Almelo van 1976 tot 1983 en studeerde vervolgens rechten te Groningen, waar hij in 1989 afstudeerde in het internationaal en Europees recht en de internationale betrekkingen. Tijdens zijn studie was hij onder andere praeses (voorzitter) van studentenvereniging SIB-Groningen. Na zijn afstuderen werd hij junior-onderzoeker bij het Polemologisch Instituut van de RuG, en twee jaar later promovendus en universitair docent aan de Universiteit Utrecht. In 1999 promoveerde hij te Utrecht op het proefschrift The European Union's Foreign and Security Policy: A Legal Institutional Perspective; promotor was Deirdre Curtin, co-promotor Eric Myjer. In 2000 werd hij benoemd tot universitair hoofddocent aan de UU (in deeltijd) en tegelijkertijd tot universitair hoofddocent internationaal en Europees recht aan de Universiteit Twente.
In 2005 werd Wessel benoemd tot gewoon hoogleraar internationaal en Europees recht en bestuur aan de Universiteit Twente; datzelfde jaar werd hij ook directeur internationalisering van de universiteit. Van 2011 tot 2013 was hij decaan van de School of Management and Governance en vervolgens tot 2017 vice-rector voor onderwijs van de UT. In 2020 stapte Wessel over als hoogleraar naar de Rijksuniversiteit Groningen na het emeritaat van Laurence Gormley, waar hij hoofd van de afdeling Europees en economisch recht werd. Sinds 2021 is hij tevens vice-decaan van de Groninger rechtenfaculteit.
Het onderzoek van Wessel richt zich met name op de externe betrekkingen van de Europese Unie en het grensvlak tussen internationaal en Europees recht. Hij is co-hoofdredacteur van de European Foreign Affairs Review (samen met Steven Blockmans) en van de International Organizations Law Review (samen met Niels Blokker), en hoofdredacteur van het Netherlands Yearbook of International Law. Sinds 2018 is hij bestuurslid van de European Society of International Law (ESIL). Van 2007 tot 2019 was hij lid van de Commissie van advies inzake volkenrechtelijke vraagstukken, de laatste drie jaar als voorzitter; hij werd opgevolgd door Larissa van den Herik.
Wessel is getrouwd en heeft twee kinderen.
- Bibsys: 90811837
- Bibliothèque nationale de France: cb12514520g (data)
- CiNii: DA09379692
- Gemeinsame Normdatei: 1034559400
- International Standard Name Identifier: 0000 0001 1572 216X
- Library of Congress Control Number: n94093553
- Nationale Bibliotheek van Tsjechië: mub2012725413
- Nationale Bibliotheek van Israël: 987007453337905171
- Nederlandse Thesaurus van Auteursnamen: 127037365
- ORCID: 0000-0002-5594-3757
- Système universitaire de documentation: 034384308
- Virtual International Authority File: 61654163
- WorldCat: E39PCjFkm9Jp377wDH6vfrCJDq